# Gran Premio motociclistico d'Olanda 2016
Il Gran Premio motociclistico d'Olanda 2016 è stato l'ottava prova del motomondiale del 2016. Questa è l'86ª edizione della storia del Dutch TT, 68ª valevole come GP del motomondiale. Questa è inoltre la prima volta che questo GP si svolge di domenica, in tutte le altre stagioni le gare si corsero di sabato.
La gara della MotoGP viene vinta da Jack Miller, per il pilota australiano si tratta della prima vittoria in questa classe. Prima vittoria nel contesto del motomondiale per Francesco Bagnaia e Takaaki Nakagami, primi al traguardo nelle gare di Moto3 e Moto2. La vittoria di Bagnaia è anche la prima vittoria nel motomondiale per una motocicletta costruita dalla Mahindra.

## MotoGP
La gara (la 250ª nella storia di questa classe) prende il via in situazione di pista bagnata, con condizioni meteorologiche variabili. Conclusosi il 14º giro, la direzione gara, vista la presenza di precipitazioni molto forti, decide di esporre la bandiera rossa e di sospendere la gara. Viene fatta ripartire poco dopo, con distanza ridotta a 12 giri. A fine gara è Jack Miller con una Honda RC213V del team Estrella Galicia 0,0 Marc VDS a tagliare per primo il traguardo, per il pilota australiano si tratta della prima vittoria della sua carriera in MotoGP. Era dalla stagione 2006 che un pilota di una squadra di non diretta emanazione di una casa motociclistica (comunemente definiti "team privati") vincesse una gara della classe MotoGP. In quella stagione Toni Elías del team Gresini Racing vinse il Gran Premio del Portogallo. In seconda posizione giunge Marc Márquez del team Repsol Honda, con Scott Redding del team Octo Pramac Yakhnich in terza.
La classifica mondiale vede Márquez rafforzare la propria leadership, portandosi a 145 punti, secondo Jorge Lorenzo (decimo in questa gara) a 121 punti, mentre Valentino Rossi, caduto in questo GP, rimane terzo fermo a 103 punti.

### Arrivati al traguardo
| Pos. | Nº | Pilota           | Squadra                       | Motocicletta       | Giri | Tempo     | Griglia | Punti |
| ---- | -- | ---------------- | ----------------------------- | ------------------ | ---- | --------- | ------- | ----- |
| 1º   | 43 | Jack Miller      | Estrella Galicia 0,0 Marc VDS | Honda RC213V       | 12   | 22'17.447 | 18º     | 25    |
| 2º   | 93 | Marc Márquez     | Repsol Honda                  | Honda RC213V       | 12   | +1.991    | 4º      | 20    |
| 3º   | 45 | Scott Redding    | Octo Pramac Yakhnich          | Ducati Desmosedici | 12   | +5.906    | 3º      | 16    |
| 4º   | 44 | Pol Espargaró    | Monster Yamaha Tech 3         | Yamaha YZR-M1      | 12   | +9.812    | 7º      | 13    |
| 5º   | 29 | Andrea Iannone   | Ducati Team                   | Ducati Desmosedici | 12   | +17.835   | 21º     | 11    |
| 6º   | 8  | Héctor Barberá   | Avintia Racing                | Ducati Desmosedici | 12   | +18.692   | 12º     | 10    |
| 7º   | 50 | Eugene Laverty   | Aspar Team                    | Ducati Desmosedici | 12   | +22.605   | 16º     | 9     |
| 8º   | 6  | Stefan Bradl     | Aprilia Racing Team Gresini   | Aprilia RS-GP      | 12   | +23.603   | 17º     | 8     |
| 9º   | 25 | Maverick Viñales | Suzuki Ecstar                 | Suzuki GSX-RR      | 12   | +26.148   | 11º     | 7     |
| 10º  | 99 | Jorge Lorenzo    | Movistar Yamaha               | Yamaha YZR-M1      | 12   | +27.604   | 10º     | 6     |
| 11º  | 53 | Esteve Rabat     | Estrella Galicia 0,0 Marc VDS | Honda RC213V       | 12   | +1'21.830 | 19º     | 5     |
| 12º  | 26 | Dani Pedrosa     | Repsol Honda                  | Honda RC213V       | 12   | +1'54.369 | 15º     | 4     |
| 13º  | 38 | Bradley Smith    | Monster Yamaha Tech 3         | Yamaha YZR-M1      | 9    | +3 giri   | 13º     | 3     |

### Ritirati
| Nº | Pilota           | Squadra                     | Motocicletta       | Giri | Griglia |
| -- | ---------------- | --------------------------- | ------------------ | ---- | ------- |
| 19 | Álvaro Bautista  | Aprilia Racing Team Gresini | Aprilia RS-GP      | 11   | 14º     |
| 51 | Michele Pirro    | Avintia Racing              | Ducati Desmosedici | 5    | 20º     |
| 46 | Valentino Rossi  | Movistar Yamaha             | Yamaha YZR-M1      | 2    | 2º      |
| 41 | Aleix Espargaró  | Suzuki Ecstar               | Suzuki GSX-RR      | 2    | 8º      |
| 4  | Andrea Dovizioso | Ducati Team                 | Ducati Desmosedici | 1    | 1º      |
| 9  | Danilo Petrucci  | Octo Pramac Yakhnich        | Ducati Desmosedici | 1    | 9º      |
| 35 | Cal Crutchlow    | LCR Honda                   | Honda RC213V       | 0    | 5º      |
| 68 | Yonny Hernández  | Aspar Team                  | Ducati Desmosedici | 0    | 6º      |

## Moto2
La gara della classe intermedia è stata anch'essa influenzata dalle condizioni atmosferiche che hanno obbligato la direzione gara a esporre la bandiera rossa a pochi giri dalla conclusione; la classifica è stata quella definita al 21º giro con il giapponese Takaaki Nakagami che ha preceduto il francese Johann Zarco e l'italiano Franco Morbidelli.
Nella classifica provvisoria del campionato Zarco ha affiancato al comando lo spagnolo Álex Rins a 126 punti con il britannico Sam Lowes distaccato di 5 punti.

### Arrivati al traguardo
| Pos. | Nº | Pilota              | Squadra                       | Motocicletta       | Tempo     | Griglia | Punti |
| ---- | -- | ------------------- | ----------------------------- | ------------------ | --------- | ------- | ----- |
| 1    | 30 | Takaaki Nakagami    | Idemitsu Honda Team Asia      | Kalex Moto2        | 34'33.948 | 6       | 25    |
| 2    | 5  | Johann Zarco        | Ajo Motorsport                | Kalex Moto2        | +2,435    | 2       | 20    |
| 3    | 21 | Franco Morbidelli   | Estrella Galicia 0,0 Marc VDS | Kalex Moto2        | +5,670    | 5       | 16    |
| 4    | 22 | Sam Lowes           | Federal Oil Gresini           | Kalex Moto2        | +7,069    | 4       | 13    |
| 5    | 7  | Lorenzo Baldassarri | Forward Racing                | Kalex Moto2        | +7,883    | 10      | 11    |
| 6    | 40 | Álex Rins           | Paginas Amarillas HP 40       | Kalex Moto2        | +9,215    | 8       | 10    |
| 7    | 24 | Simone Corsi        | Speed Up Racing               | Speed Up SF16      | +9,482    | 16      | 9     |
| 8    | 73 | Álex Márquez        | Estrella Galicia 0,0 Marc VDS | Kalex Moto2        | +15,004   | 13      | 8     |
| 9    | 77 | Dominique Aegerter  | CarXpert Interwetten          | Kalex Moto2        | +15,227   | 3       | 7     |
| 10   | 94 | Jonas Folger        | Dynavolt Intact GP            | Kalex Moto2        | +15,404   | 9       | 6     |
| 11   | 19 | Xavier Siméon       | QMMF Racing                   | Speed Up SF16      | +16,374   | 14      | 5     |
| 12   | 11 | Sandro Cortese      | Dynavolt Intact GP            | Kalex Moto2        | +16,567   | 7       | 4     |
| 13   | 23 | Marcel Schrötter    | AGR Team                      | Kalex Moto2        | +24,770   | 17      | 3     |
| 14   | 52 | Danny Kent          | Leopard Racing                | Kalex Moto2        | +25,017   | 18      | 2     |
| 15   | 44 | Miguel Oliveira     | Leopard Racing                | Kalex Moto2        | +25,542   | 15      | 1     |
| 16   | 60 | Julián Simón        | QMMF Racing                   | Speed Up SF16      | +25,729   | 11      |       |
| 17   | 97 | Xavi Vierge         | Tech 3 Racing                 | Tech 3 Mistral 610 | +34,115   | 25      |       |
| 18   | 2  | Jesko Raffin        | Sports-Millions-EMWE-SAG      | Kalex Moto2        | +34,180   | 23      |       |
| 19   | 54 | Mattia Pasini       | Italtrans Racing              | Kalex Moto2        | +34,764   | 12      |       |
| 20   | 87 | Remy Gardner        | Tasca Racing                  | Kalex Moto2        | +41,438   | 26      |       |
| 21   | 32 | Isaac Viñales       | Tech 3 Racing                 | Tech 3 Mistral 610 | +42,058   | 24      |       |
| 22   | 70 | Robin Mulhauser     | CarXpert Interwetten          | Kalex Moto2        | +48,683   | 22      |       |
| 23   | 57 | Edgar Pons          | Paginas Amarillas HP 40       | Kalex Moto2        | +56,096   | 27      |       |

### Ritirati
| Nº | Pilota         | Squadra                    | Motocicletta | Giri | Griglia |
| -- | -------------- | -------------------------- | ------------ | ---- | ------- |
| 12 | Thomas Lüthi   | Garage Plus Interwetten    | Kalex Moto2  | 18   | 1       |
| 10 | Luca Marini    | Forward Racing             | Kalex Moto2  | 17   | 21      |
| 55 | Hafizh Syahrin | Petronas Raceline Malaysia | Kalex Moto2  | 14   | 20      |
| 49 | Axel Pons      | AGR Team                   | Kalex Moto2  | 4    | 19      |

## Moto3
La gara della cilindrata minore è stata l'unica della giornata disputata in condizioni atmosferiche ottimali e ha visto tagliare per primo il traguardo l'italiano Francesco Bagnaia che ha preceduto di pochi millesimi di secondo i connazionali Andrea Migno e Fabio Di Giannantonio; Migno è stato poi retrocesso di una posizione per essere uscito dai limiti ammessi del circuito.
La classifica provvisoria è sempre capeggiata dal sudafricano Brad Binder che in questa occasione si è classificato dodicesimo dopo un'escursione fuori dal tracciato e che precede di 48 punti lo spagnolo Jorge Navarro assente ad Assen per infortunio.

### Arrivati al traguardo
| Pos. | Nº | Pilota                | Squadra                  | Motocicletta   | Tempo     | Griglia | Punti |
| ---- | -- | --------------------- | ------------------------ | -------------- | --------- | ------- | ----- |
| 1    | 21 | Francesco Bagnaia     | Aspar Mahindra           | Mahindra MGP3O | 38'11.535 | 10      | 25    |
| 2    | 4  | Fabio Di Giannantonio | Gresini Racing           | Honda NSF250R  | +0,039    | 9       | 20    |
| 3    | 16 | Andrea Migno          | SKY Racing Team VR46     | KTM RC 250 GP  | +0,018    | 2       | 16    |
| 4    | 5  | Romano Fenati         | SKY Racing Team VR46     | KTM RC 250 GP  | +0,084    | 4       | 13    |
| 5    | 23 | Niccolò Antonelli     | Ongetta-Rivacold         | Honda NSF250R  | +0,136    | 13      | 11    |
| 6    | 95 | Jules Danilo          | Ongetta-Rivacold         | Honda NSF250R  | +0,161    | 14      | 10    |
| 7    | 8  | Nicolò Bulega         | SKY Racing Team VR46     | KTM RC 250 GP  | +0,826    | 3       | 9     |
| 8    | 36 | Joan Mir              | Leopard Racing           | KTM RC 250 GP  | +0,839    | 21      | 8     |
| 9    | 64 | Bo Bendsneyder        | Red Bull KTM Ajo         | KTM RC 250 GP  | +1,023    | 7       | 7     |
| 10   | 48 | Lorenzo Dalla Porta   | Estrella Galicia 0,0     | Honda NSF250R  | +1,038    | 12      | 6     |
| 11   | 65 | Philipp Öttl          | Schedl GP Racing         | KTM RC 250 GP  | +1,153    | 15      | 5     |
| 12   | 41 | Brad Binder           | Red Bull KTM Ajo         | KTM RC 250 GP  | +12,169   | 5       | 4     |
| 13   | 84 | Jakub Kornfeil        | Drive M7 SIC Racing      | Honda NSF250R  | +15,641   | 23      | 3     |
| 14   | 6  | María Herrera         | MH6 Team                 | KTM RC 250 GP  | +18,518   | 22      | 2     |
| 15   | 11 | Livio Loi             | RW Racing GP BV          | Honda NSF250R  | +18,549   | 18      | 1     |
| 16   | 17 | John McPhee           | Peugeot MC Saxoprint     | Peugeot MGP3O  | +18,602   | 20      |       |
| 17   | 40 | Darryn Binder         | Platinum Bay Real Estate | Mahindra MGP3O | +36,919   | 19      |       |
| 18   | 43 | Stefano Valtulini     | 3570 Team Italia         | Mahindra MGP3O | +41,562   | 27      |       |
| 19   | 7  | Adam Norrodin         | Drive M7 SIC Racing      | Honda NSF250R  | +41,647   | 29      |       |
| 20   | 77 | Lorenzo Petrarca      | 3570 Team Italia         | Mahindra MGP3O | +54,639   | 31      |       |
| 21   | 3  | Fabio Spiranelli      | CIP-Unicom Starker       | Mahindra MGP3O | +55,295   | 30      |       |
| 22   | 22 | Danny Webb            | Platinum Bay Real Estate | Mahindra MGP3O | +1'04.271 | 32      |       |

### Ritirati
| Nº | Pilota             | Squadra              | Motocicletta   | Giri    | Griglia |
| -- | ------------------ | -------------------- | -------------- | ------- | ------- |
| 33 | Enea Bastianini    | Gresini Racing       | Honda NSF250R  | 4 Giri  | 1       |
| 55 | Andrea Locatelli   | Leopard Racing       | KTM RC 250 GP  | 4 Giri  | 17      |
| 10 | Alexis Masbou      | Peugeot MC Saxoprint | Peugeot MGP3O  | 10 Giri | 26      |
| 24 | Tatsuki Suzuki     | CIP-Unicom Starker   | Mahindra MGP3O | 10 Giri | 24      |
| 58 | Juanfran Guevara   | RBA Racing           | KTM RC 250 GP  | 15 Giri | 6       |
| 44 | Arón Canet         | Estrella Galicia 0,0 | Honda NSF250R  | 16 Giri | 16      |
| 19 | Gabriel Rodrigo    | RBA Racing           | KTM RC 250 GP  | 21 Giri | 11      |
| 20 | Fabio Quartararo   | Leopard Racing       | KTM RC 250 GP  | 21 Giri | 8       |
| 89 | Khairul Idham Pawi | Honda Team Asia      | Honda NSF250R  | 21 Giri | 28      |
| 12 | Albert Arenas      | Aspar Mahindra       | Mahindra MGP3O |         | 25      |